# Rosalba costaricensis
Rosalba costaricensis là một loài bọ cánh cứng trong họ Cerambycidae.